# Magus of the Library
Magus of the Library (図書館の大魔術師?, Toshokan no daimajutsushi) è un manga scritto e disegnato da Mitsu Izumi. Dal 7 novembre 2017 è pubblicato a cadenza mensile sulla rivista Good! Afternoon di Kōdansha ed ha raggiunto attualmente i 9 volumi pubblicati. In Italia la serie è pubblicata da Panini Comics dal 20 agosto 2020. Gioca molto sul concetto di pseudobiblion, raccontando e mostrando numerose opere letterarie presenti nel mondo di ambientazione.

## Trama
Theo Fumis è un mezzosangue che vive assieme alla sorella nei bassifondi di un remoto villaggio, Amun; a causa della sua natura, che gli garantisce le orecchie a punta, Theo è discriminato dal resto degli abitanti, ma la sorella fa immensi sacrifici per garantirgli una buona istruzione. Un giorno incontra Sedona, un kafna (bibliotecario) che lavora nella grande Biblioteca di Aftazaak, la più grande del continente e centro culturale e politico del paese. L'incontro con lui cambia completamente la vita del ragazzino, che coltiva così il desiderio di diventare un kafna; qualche anno dopo parte quindi alla volta di Aftazaak, dove spera di superare l'esame per entrare a lavorare nella biblioteca.

## Volumi
| Nº | Data di prima pubblicazione | Data di prima pubblicazione | Data di prima pubblicazione | Data di prima pubblicazione |
| Nº | Giapponese                  | Giapponese                  | Italiano                    | Italiano                    |
| -- | --------------------------- | --------------------------- | --------------------------- | --------------------------- |
| 1  | 6 aprile 2018               | ISBN 978-4-06-511243-4      | 20 agosto 2020              | ISBN 978-88-912-9487-6      |
| 2  | 7 novembre 2018             | ISBN 978-4-06-513566-2      | 22 ottobre 2020             | ISBN 978-88-912-9617-7      |
| 3  | 7 agosto 2019               | ISBN 978-4-06-516736-6      | 10 dicembre 2020            | ISBN 978-88-912-9720-4      |
| 4  | 6 giugno 2020               | ISBN 978-4-06-519471-3      | 18 febbraio 2021            | ISBN 978-88-912-9826-3      |
| 5  | 7 giugno 2021               | ISBN 978-4-06-523523-2      | 18 novembre 2021            | ISBN 978-88-287-6395-6      |
| 6  | 7 giugno 2022               | ISBN 978-4-06-528198-7      | 1º dicembre 2022            | ISBN 978-88-287-2372-1      |
| 7  | 7 giugno 2023               | ISBN 978-4-06-531799-0      | 30 novembre 2023            | ISBN 978-88-287-7171-5      |
| 8  | 6 giugno 2024               | ISBN 978-4-06-535756-9      | 28 novembre 2024            | ISBN 979-12-21902-20-4      |
| 9  | 6 giugno 2025               | ISBN 978-4-06-539701-5      | —                           | —                           |

## Accoglienza
La serie si è classificata dodicesima al "Nationwide Bookstore Employees recomended Comics of 2018" indetto dal sito Honya Club. Si è classificata al cinquantesimo posto al "Book of the Year" del 2021, curato dalla rivista Da Vinci.